# متروی نووسیبیرسک
متروی نووسیبیرسک (انگلیسی: Novosibirsk Metro) سیستم قطار شهری زیرزمینی در نووسیبیرسک، روسیه است.
این مترو که در سال ۱۹۸۶ تأسیس شده دارای ۲ خط، ۱۳ ایستگاه و ۱۵٫۹ کیلومتر طول می‌باشد.

## نگارخانه

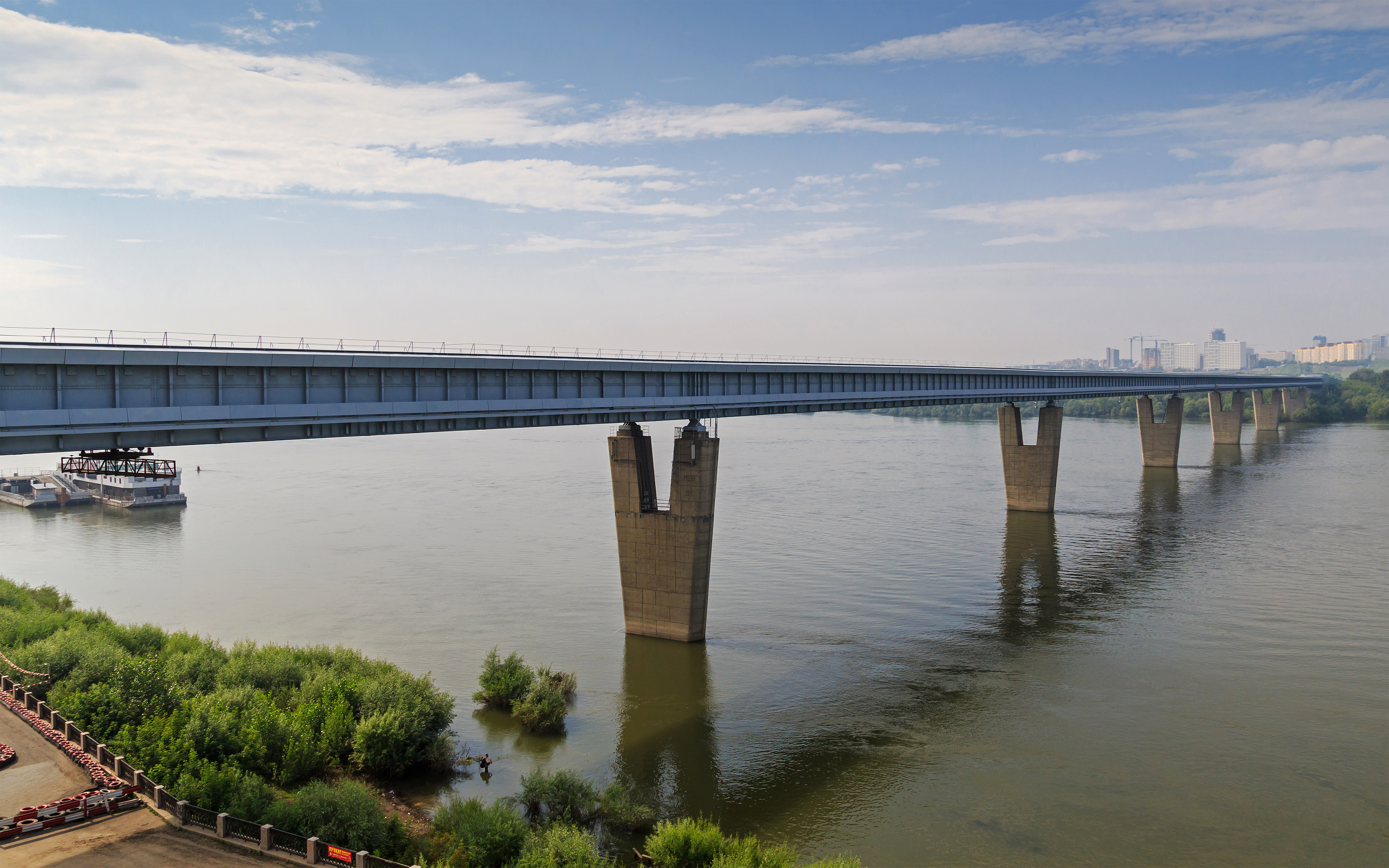
پل مترو بر فراز رود اب
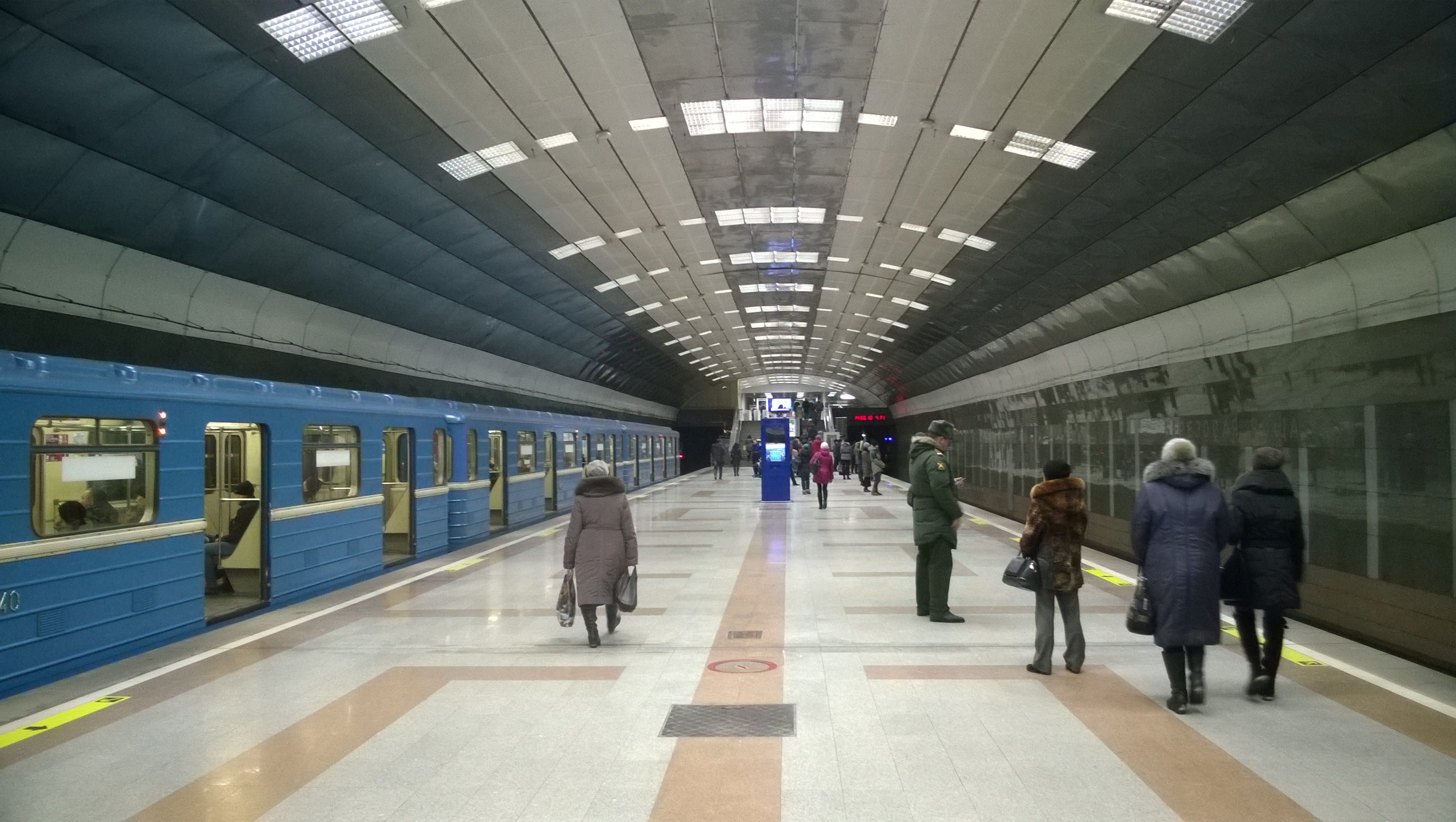
Beryozovaya Roscha Station
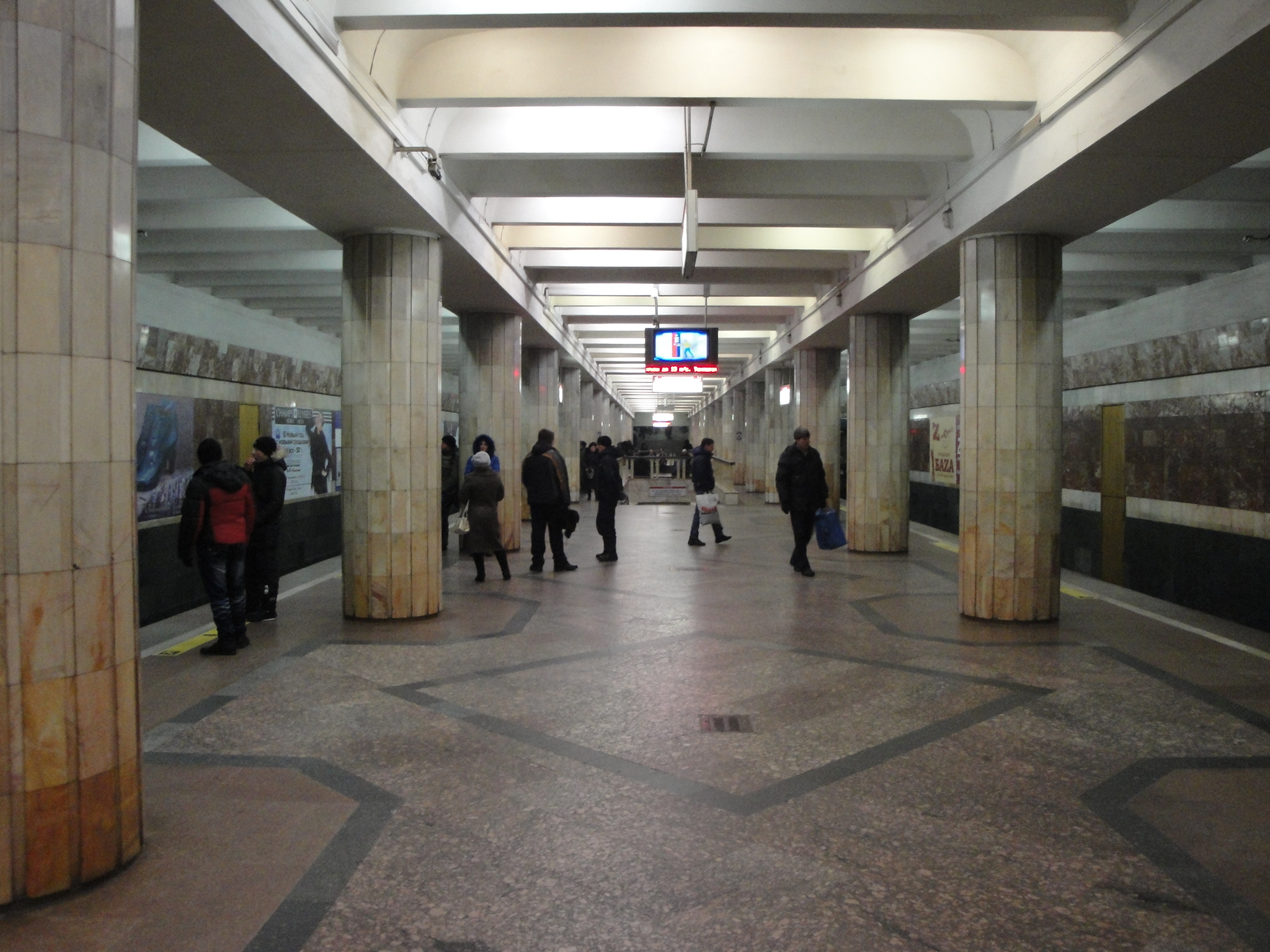
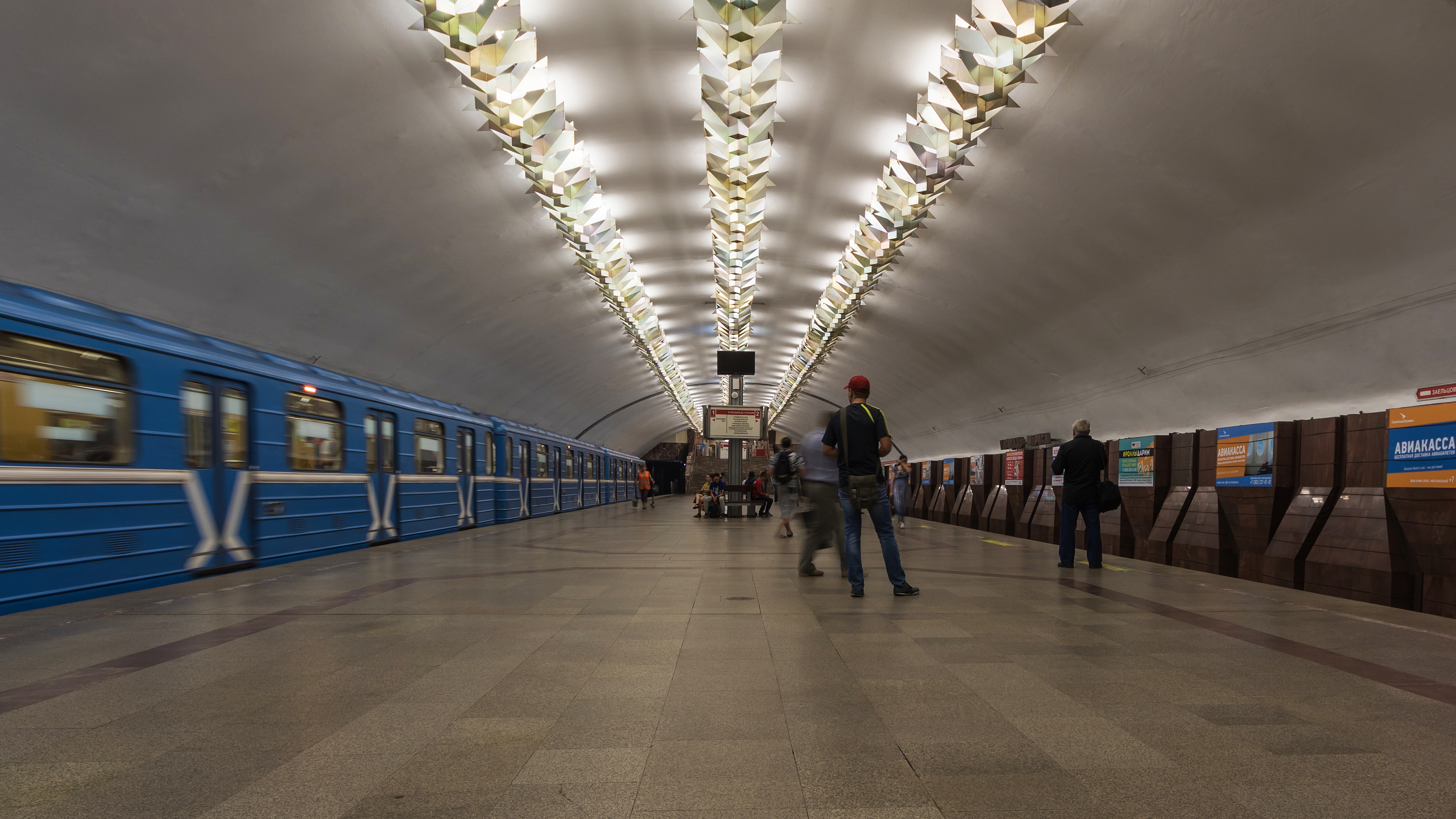
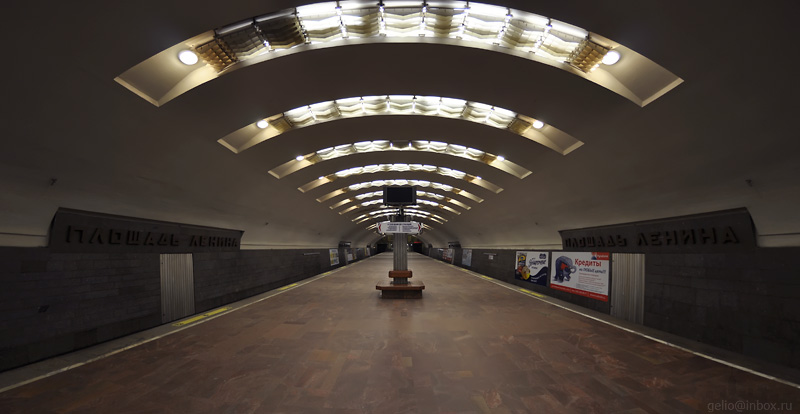
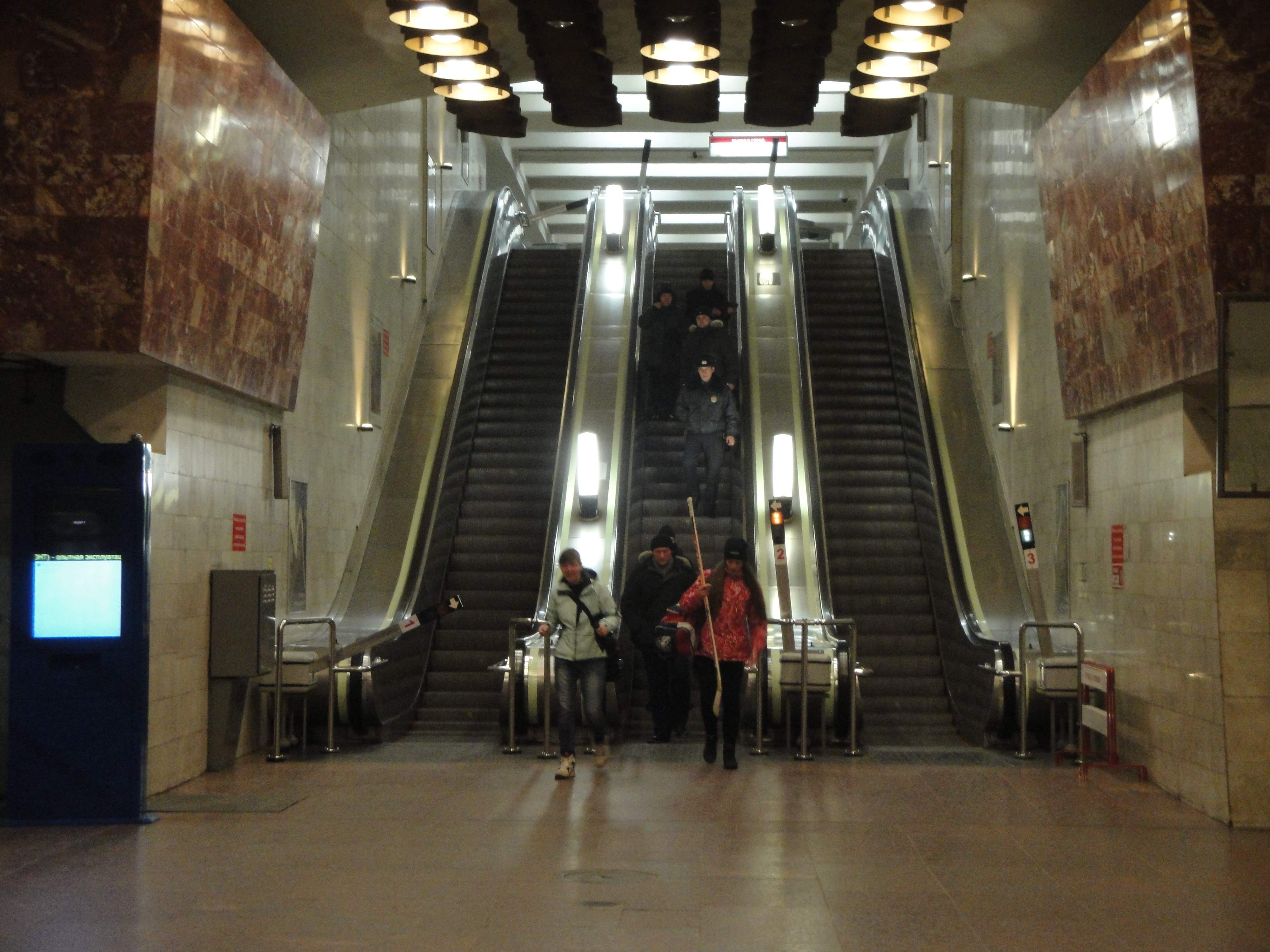
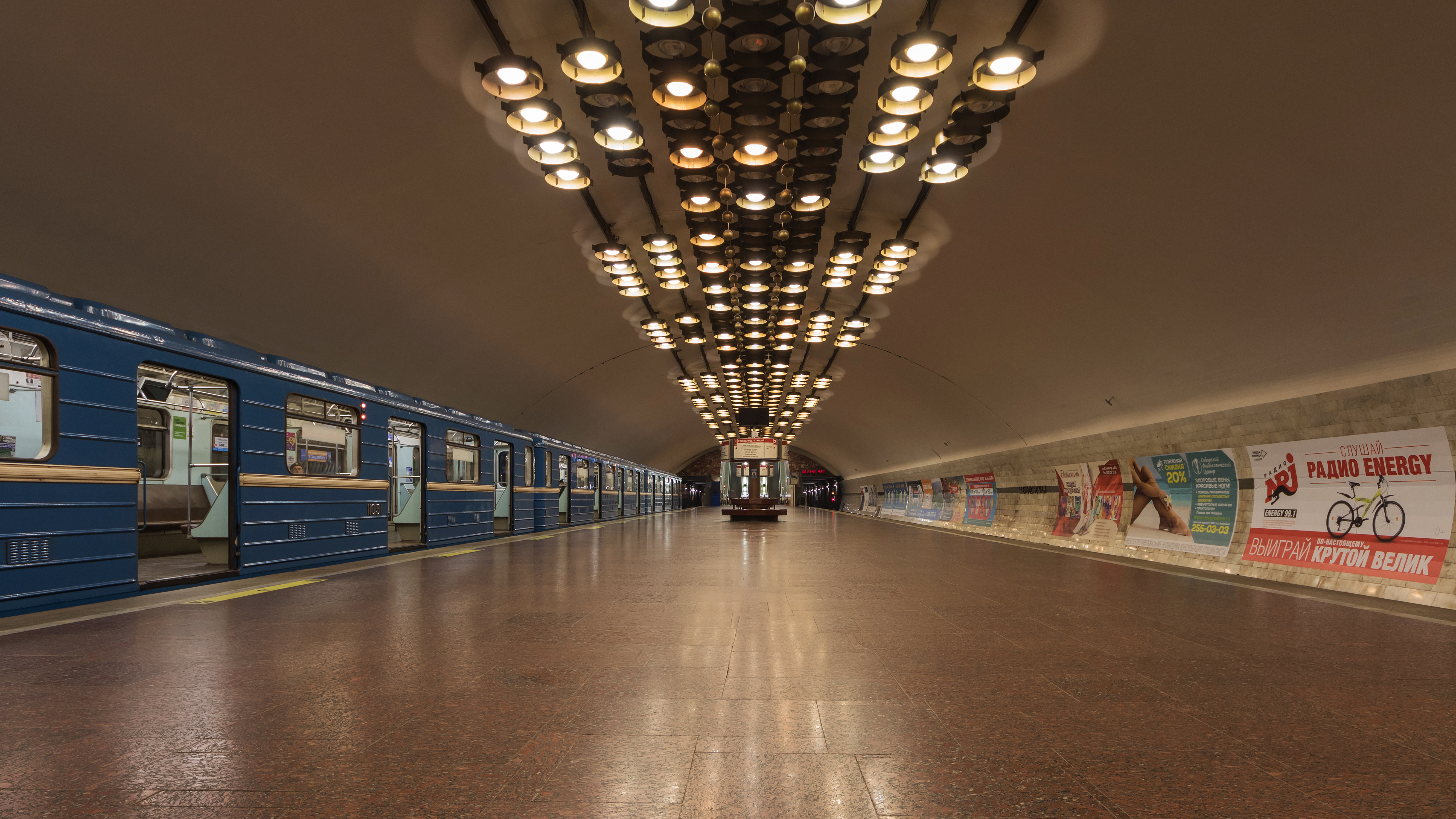
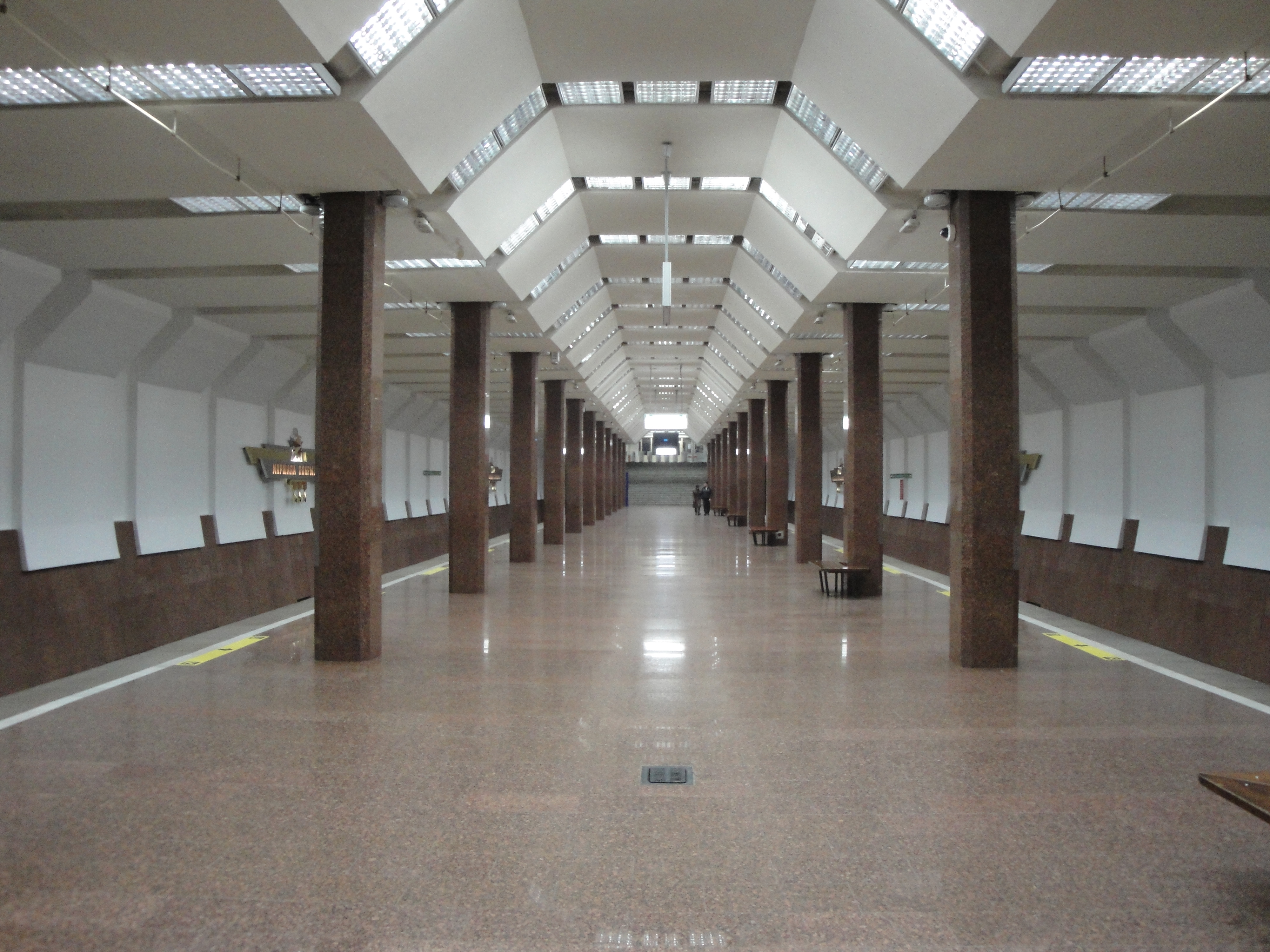
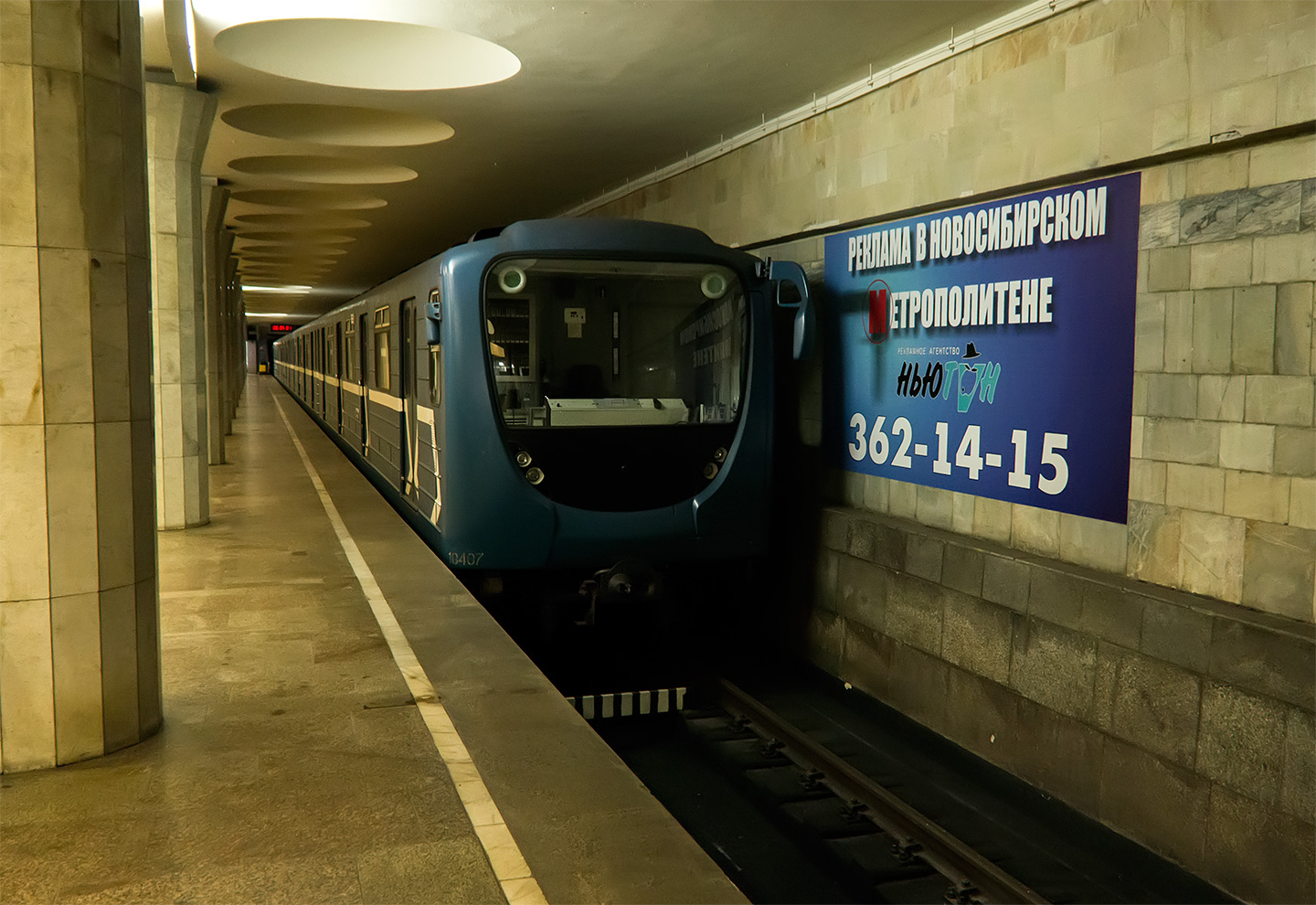